# Историја атеизма
Атеизам (изведено од грчког ἄθεος atheos; „без богова; безбожник; секуларни; негирање и презирање богова”) одбијање је веровања у постојање божанстава. Атеистичке идеје и њихов утицај имају дугу историју. Током векова, атеисти су подржали недостатак вере у богове помоћу низа области, укључујући науку и филозофију.
Филозофске мисли атеиста су почеле да се појављује у Европи и Азији у шестом или петом веку пре нове ере. Вил Дјурант у свом делу Историја цивилизације објашњава да је код неких пигмеј племена у Африци уочено да нема култова или обреда. Није било тотема, божанстава или духова. Мртве су сахрањивали без церемоније или предмета и није им била посвећена посебна пажња.

## Индијска филозофија
На Истоку су се у шестом веку пре нове ере појавиле религије које не захтевају веровање у божанства, ђаинизам, будизма и секте у хиндуизму у Индији, а таоизам у Кини. Ове религије тврде да нуде филозофски и спаситељски пут без веровања у божанства. Божанства се не сматрају као неопходна за спас у раној будистичкој традицији.

## Класична Грчка и Рим
У Западној антици, теизам је био темељ вере која је подржавла легитимитет државе (полиса, касније Римског царства). Историјски гледано, сваки човек који није веровао у неког Бога ког подржава држава је био оптужен за атеизам, а то је тада био злочин који се кажњавао смртном казном. Из политичких разлога, Сократ је у Атини 399. године пре нове ере био оптужен за atheos („одбијање да призна богове”). Хришћани у Риму су такође виђени као опасност за државну религије и сматрани су као атеисти. Дакле, оптужбе за атеизам су се често третирале као оптужбе за јерес и биле су политички инструмент за елиминисање непријатеља.

### Пресократовска филозофије
Западна филозофија настаје у грчком свету у шестом веку пре нове ере. Први хеленски филозофи нису били атеисти, али су покушавали да објасне свет помоћу процеса природе, а не митологије. Тако је муња резултат „ветара који разбија облаке”, а земљотрес настаје када „земљу промени грејање или хлађење”. Рани филозофи су често критиковали традиционалне верске концепте. Ксенофан (6. век пре нове ере) је тврдио да ако би краве и коњи имали руке „коњи би цртали богове као коње, а краве би их цртале као крава”. Анаксагора (5. век пре нове ере) је тврдио да је Сунце „ватреном масе већа од Пелопонеза”, због чега је био приморан да побегне из Атине.
Први материјалистички филозофи су атомисти Леукип и Демокрит (5. век пре нове ере), који су покушали да објасне формирање и развој света са становишта могућности кретања атома у бесконачном простору.
Еурипид (480—406. године пре нове ере) је записао у својој представи Белерофон:

„Да ли неко каже да има богова изнад?
Нема; не, нема. Нека вас будала,
Коју воде ове лажне приче не превари”.

Аристофан (448—380. п. н. е.), познат по свом сатиричном стилу, је написао у својој предсатви Витезови:
„Светиње! Светиње! Сигурно не верујете у богове. Који је ваш аргумент? Где су ваши докази?”

### Софисти
У петом веку пре нове ере софисти су почели да преиспитују многе традиционалне представе о грчкој култури. Протагор је записао „По питању богова, ја не могу да кажем да они постоје или не постоје”. Диагор (5. век пре нове ере) је познат као „први атеиста”.

### Епикурејство
Једна од најзничајнијих личности атеизма је Епикур (око 300. п. н. е.). Ослањајући се на идеје Демокрита и атомизма, он износи материјалистичку филозофију у којој универзумом управљају закони промене без божанске интервенције. Иако је рекао да божанства постоје, сматрао је да она нису заинтересована за човека. Циљ епикурејства је душевни мир излагањем да је страх од божанског гнева ирационалан.
Један од заступника епикурејства је Лукреције. Он је у својој песми из 1. века пре нове ере О природи ствари (лат. De rerum natura) изнео да богови постоје, али је тврдио да је верски страх главни узрок људске несреће и да се богови не мешају у свету.
Епикурејци негирају постојање загробног живота и самим тим се ослобођају страха од смрти.
Епикурејци нису били прогањани, али су се њихова учења сматрала контроверзним и критиковали су их стоици и новоплатонисти. Покрет је све више слабио и изумрео је до краја Римског царства.

## Средњи век
У средњовековном исламу, муслимански учењаци су препознали идеју атеизма и често нападали невернике. Када је неко оптужен за атеизам, он се обично сматрао као јеретиик, а не присталицом атеизма. Међутим, рационалиста и атеисти деветог века Ибн ал-Раванди је критиковао концепт верског пророчанства, укључујући и Мухамедова. Тврдио је да верске догме нису прихватљиве разуму и да се морају одбацити. Други критичари религије у исламском свету су лекар и филозоф Абу Бакр ал-Рази (865—925) и научник Абу Иса ал-Варак (9. век).

У Европском средњем веку нема јасног изражавања атеизма. Главни лик у Исландској саги Храфнкел, написане крајем 13. века, каже, „мислим да је то глупост веровати у богове”. Након што је његов храм Фрејру спаљен, а он послат у ропство, заклиње се да никада неће принети жртву. У саги је описан као goðlauss, „безбожник”. Јакоб Грим је у својој Теорији митологије изнео:

„Важно је напоменути да се у нордијским легендама понекад помиње неколико људи који се окрећу и сумњеају у богове ослањајући се на сопствене снаге и врлине.”
У хришћанској Европи људи су били прогањани због јереси, посебно у земљама где је инквизиција била активна. Међутим, Пет доказа за постојања Бога Томе Аквинског и Анселимов онтологическим аргумент имплицитно признају валидност питања постојања Бога.
Оптужба за атеизам је коришћена за нападе на политичке или верске противнике. Папу Бонифација VIII, који је инсистирао на политичкој доминацији цркве, су непријатељи оптужили после његове смрти да је имао (мало вероватно) атеистичка гледишта, као што су „не веровање у бесмртност душе и у живот после смрти”.

## Ренесанса и реформација
У време ренесансе и реформације, критика традиционалне религијске организације се ширила у претежно хришћанским земљама, али то није био атеизам.
Термин athéisme је настао у Француској у 16. веку. Реч atheist се појавила у енглеском језику почетком 1566.
Појам атеизма је поново печео да се користи као реакција на филозофске и верске преокрете доба просветитељства и реформације. Током шеснаестог и седамнаестог века, реч „атеиста” је коришћена искључиво као увреда; нико није хтео да се изјасни као атеиста. Иако је атеистичку књигу Theophrastus redivivus објавио непознати аутор у 16. веку, атеизам је био епитет који подразумева одсуство моралних ограничења.
Реформација у Европи је отворила пут за атеисте нападајући ауторитет католичке цркве. Деизм је стекао утицај у Француској, Пруској и Енглеској и понудио веру у божанство, али „док су неки деисти били прерушени атеисти, већина њих су били религиозни, а по данашњим стандардима би се називали правим верницима”. Научна и математичка открића људи попут Коперника, Њутна и Декарта су скицирала слику природних закона која је подстакла овај нови поглед на свет. Холандски филозоф Барух Спиноза је био „вероватно први познати полу-атеиста који се изјаснио у хришћанској земљи у модерном добу”. Спиноза је био протеран из своје синагоге због протеста против учења својих рабина и због непресуствовања молитви суботом. Он је веровао да Бог не интервенише у свет и да закони природе објашњавају како функционише универзум.
Енглески филозоф Томас Хобс (1588—1679) је био оптужен за атеизмам, али је он то негирао. Његов теизам је био необичан, јер је веровао да је Бог материја. Пре њега, британски драмски писац и песник Кристофер Марлоу (1563—1593) је био оптужен за атеизам када је дело које пориче божанство Исуса Христа пронађено у његовој кући. Убијен је пре него што је могао да се одрани од оптужбе.

## Епоха просветитељства
Иако није преображавао већину становништва, верзија деизма је постала утицајана у одређеним интелектуалним круговима. Жан Жак Русо је оспоравао хришћанске идеје да су људска бића грешна од кад су напустила Еденске врт и уместо тога је предложио да су људи у почетку добри. Волтер је заслужан за приближавање деизма широј публици, али његов рад признаје да је страх од Бога важан полицајац и Волтер износи „ако Бог не постоји, требало би га измислити”.
Прву књигу у модерном времену која искључиво промовише атеизам је написао француски католички свештеник Жан Мелисер (1664—1729). Његови постхумно објављени филозофски есеја (Мисли и убеђења Жана Мелисера) одбацују концепт Бога (како у хришћанском тако и у деистических смислу), душе, чуда и дисциплине теологије. филозоф Мишел Онфреу тврди да његов рад означава почетак „историје правог атеизма”.
До 1770-их година, атеизам у претежно хришћанским земљама је престајао да буде опасна оптужба и полако постаје дозвољен. Прво отворено порицање постојања Бога и признање атеизма од античких времена је изнео Барон Холбах (1723—1789) у свом раду из 1770. године, Систем природе. Холбах је био париски радник који је водио познати салон који су посећивали многи интелектуалци тог времена, укључујући и Денија Дидроа, Жана Жака Русоа, Дејвида Хјума, Адама Смита и Бенџамина Френклина. Међутим, његова књига је објављена под псеудонимом и била је забрањена и јавно ју је спалио џелат.
У Шкотској, Дејвид Хјум је објавио шест томова историје Енглеске 1754. године, у којима је дао мало пажње Богу. Он је наговестио да ако би Бог постојао, они није заинтересован за Европу. Хјум је исмејавао чуда, али је био обазрив што се хришћанства тиче.
Памфлет Одговор на др Пристлијева писма филозофском невернику (1782) се сматра првом публикованом декларацијом атеизма у Британији. Иначе непознат Вилијам Хамон (можда псеудоним) је потписао предговор и поговор као уредник рада, а анонимни главни текст се приписује Метју Тарнеру, лекару из Ливерпула који је познавао Пристлија. Историчар атеизма Дејвид Берман тврди да је Тарнер аутор, али је такође изнео да су можда била два аутора.

## Модерна историја

### Деветнаести век
Француска револуција 1789. године је донела атеистичкој мисли политички значај у неким западним земљама и отворила пут за рационализам, слободоумље и либерализам. Перси Биш Шели, рођен 1792. године као дете доба просветитељства, је био избачен са Оксфордског универзитета 1811. године због памфлета Потреба за атеизмом. Овај памфлет се сматра као прва атеистичка расправа објављена на енглеском језику. Рани атеистички утицај у Немачкој је имао Лудвиг Фојербах (1804—1872) са својим делом Суштина хришћанства. Он је утицао на друге немачке атеистичке мислиоце деветнаестог века, као што су Карл Маркс, Макс Штирнер, Артур Шопенхауер (1788—1860) и Фридрих Ниче (1844—1900).
Карл Маркс, атеистички политички економиста, је написао у свом делу Допринос критици Хегелове филозофије права 1844. године: „Верске патње су у једно израз стварне патње и протест против стварних патњи. Религија је уздах створења под опресијом, срце бессрдечног света и дух бездушних редова. Она је опијум за народ.” Маркс је веровао да се људи окрећу религији да отупе бол изазван реалним друштвеним ситуацијама; то јест, Маркс говори о религији као покушају да се превазиђе материјално стање у друштву и бол класног друштва. Религија је по њему коришћена за стварање света снова и пружање вернику друштвену контролу. Верници се надају помоћи и правди у животу после смрти. У истом есеју наводи, „Човек ствара религију, религија не ствара човека”.
Фридрих Ниче је био мислилац 19. века познат по афоризаму Бог је мртав (немачки Gott ist tot). Фразу није говорио Ниче директно, али ју је користио у дијалозима ликова у својим делима. Ниче је тврдио да је хришћански теизам као вера био морални темељ западног света и да ће неуспех и крах овог система помоћу модерног размишљања (смрти Бога), наравно, изазвати раст нихилизма и недостатка вредности. Док је Ниче био изразит атеиста, он је такође био забринут због негативне последице нихилизма на човечанство. Он је зато позвао на поново испитивање старих вредности и стварање нових у нади да ће на тај начин људи достићи ниво Надчовека (Übermensch).
Атеистички феминизам је такође настао у деветнаестом веку. Атеистички феминизам је покрет који промовише феминизам у атеизму. Овај облик феминизма се противи религији и наводи је као главни извор женског угњетавања и неједнакости полова, верујући да је већина религија сексистичка.

### Двадесети век
Атеизам је у 20. веку нашао признање у спектру других ширих концепата у Западној традицији, као што су егзистенцијализам, објективизам, секуларни хуманизам, нихилизам, логички позитивизам, марксизам, анархизам, феминизам и у целом научно-рационалистичком покрету. Неопозитивизам и аналитичка филозофија су одбијали класични рационализам и метафизику и користли су строг епистемолошки емпиризам и номинализам. Присталице као што су Бертранд Расел су категорички одбацивали веру у Бога. На почетку свог рада, Лудвиг Витгенштајн је покушао да одвоји метафизички и натприродни језик од рационалног дискурса.
У структурализму Клода Левија-Строса људска подсвест се наводи као извор верског језика, негирајући трансенденталне вредност. Натуралисти и материалисти као што су Џон Дјуи сматрају да је природни свет све што постоји, негирајући постојање Бога или бесмртност.

### Државни атеизам
Државно противљење религији је понекад било агресивно. Александар Солжењицин бележи прогоне, затворска закључења и мучење верника у свом раду. Самим тим, верске организације као што су католичка црква су били највећи противници комунистичких режимима.
Руска православна црква је вековима била најјача и највећа православна цркава, али су је у 20. веку потисли руски атеисти. Совјетска власт је 1922. године ухапсила патријарха руске православне цркве. Совјетске вође Владимир Лењин и Јосиф Стаљин су прогонили цркву и њене званичнике 1920-их и 1930-их. Многи свештеници су били убијени и ухапшени током овог периода. Хиљаде цркава су затворене, а неке су претворене у болнице. Совјетска власт је 1925. године основала Лигу милитантних атеиста како би ојачала прогон. Режим је попустио тек након нацистичке инвазије Совјетског Савеза 1941. године. Буллок пише да је „Марксистички режим безбожан по дефиницији, а Стаљин се ругао религијским веровањима”. У Divini Redemptoris, Пије XI је рекао да је атеитички комунизам Москве усмерена на „уништење јавног реда и подрив саме основе хришћанске цивилизације”.
Централна фигура италијанског фашизма је био атеиста Бенито Мусолини. На почетку своје каријере, Мусолини је био ватрени противник цркве и први фашистички програм написан 1919. године је тражио секуларизацију црквене имовине. Прагматичнији од свог савезника Адолфа Хитлера, Мусолини је касније ублажио своју позицију и дозволио је да се настави учење религије у школама. Ово је омогућено потписивање Латеранског уговора 1929. године. Међутим, Non abbiamo bisogno описује фашистички покрет као „паганско обожавање државе” и „револуцију која је младе украла од цркве и Исуса Христа”.
Већина нациста није напустила своје цркве. Артур Еванс је написао да се до 1939. године 95% Немаца изјашњавало као протестанти или католици, 3,5% као gottgläubig („веровање у Бога”) и 1,5% као атеисти. Већина три милиона чланова нацистичке партије је наставила да плаћа своје религијске порезе и да се изражава као католик или протестант. Gottgläubig је био нацистички поглед на веровање у Бога заснован на креационистичким и деистичким ставовима. Хајнрих Химлер, који је био фасциниран немачким паганизмом, је био је промотер gottgläubig покрета и није дозвољавао атеистима да уђу у SS. Тврдио је да би њихово „порицања виших сила” могло постати „потенцијални извор недисциплине”.
У Источној Европи након Другог светског рата је у деловима које је освојила совјетска црвене армија и Југославија настао систем једне комунистичке партије. Ове нове комунистичке и социјалистичке земље су такође забрањивале религију. Прогон верских вођа је уследио. СССР је поново покренуо прогоне, али сада и у земљама Источног блока: Пољској, Мађарској, Литванији и другим земљама. Католички поглавари који нису желели да ћуте су јавно понижени или послати у затвор. Лидери националних православних цркава у Румунији и Бугарској су били опрезнији и покорнији. Цркве у осталим замљама нису толико прогањане као у Совјетском Савезу, али али скоро све њихове школе су затворене. Религија је изгубила свој утицај у овим земљама. Децу су учили атеизам, а хиљаде свештеника је послато у затвор.
Албанија је под Енвер Хоџом 1967. године постала прва (и до данас једина) формално проглашена атеистическа држава и потпуно је забранила верске обреде помоћу систематске репресије и прогона присталица. Право на верску исповест је обновљено падом комунизма 1991. године.
Атеизам је након Другог светског рата био активан и у Азији, посебно Кини, Северној Кореји и већем делу Индо-Кине. Кина је постала комунистички држава 1949. године под вођством Мао Цедунга и Комунистичке партије Кине. Кина је била колевка верске мисли Источне Азије од античких времена, као родно место конфучијанизма и таоизма, а будисти су дошли овде у првим вековима наше ере. Под вођством Маоа, Кина је постала званично атеистичка, иако су неке верске праксе биле дозвољене под контролом државе. Религије које су се сматрале претњом режима попут тибетанског будизма и фалун гонга су забрањиване. Данас око две петине становништва се изјашњава као атеиста. Верске школе и друштвене установе су биле затворене, страни мисионари протерани, а локалне верске праксе забрањиване. Током културне револуције, Мао је инсистирао на борби против четири стара: „старе идеје, обичаја, културе, навика ума”. Комунистичка партија Кине је 1999. године покренула план од три године промовисања атеизма у Тибету. Рекли су да је „атеизам посебно важно за Тибет, јер он игра изузетно важну улогу у подстицању економског развоја, социјалног напретка и социјалистичке духовне цивилизације”.

### Двадесет први век
У почетку двадесетпрвог века секуларизам и атеизам су наставили да се промовишу у западном свету, а број људи без религије је порастао. Поред тога, велики број антитеистичких и секуларистичких књига, од којих су многе постали бестселери, су објављене у овом периоду. Аутори ових књига су биле многе истакнуте лчности, попут Сема Хариса, Ричарда Докинса, Данијела Денета, Кристофера Хиченса, Ентони Клифорда Грејлинга и других. У овом периоду је настао покрет новог атеизма. Ричард Докинс се залаже за још видљивију промоцију атеизма, описану као „милитантни атеизам”. Докинс, Денет, Харис и Хиченс су постали познати као 4 јахача не-апокалипсе након што су се 30. септембра 2007. срели код Денета и имали приватну дискусију два сата. Догађај је снимљен и објављен под називом "четири јахача".
Атеистички феминизам је постао видљивији 2010-их година. Прва конференција Жене у секуларизму је одржана 2012. године.
Први атеистички споменик на тлу САД је откривен 2013. године у судници Брадфорд округа. Споменик је плинта са цитатима многих познатих личносги, укључујући Томаса Џеферсона и Бенџамина Френклина.